# Williamsova cev
Williamsova cev (tudi Williamsova pomnilniška cev), oziroma Williams-Kilburnova cev, imenovana po izumiteljih Freddieju Williamsu in Tomu Kilburnu, in razvita med letoma 1946 in 1947, je bila katodna cev, ki je služila za računalniški pomnilnik, kjer so se dvojiški podatki hranili elektronsko. Cev je bila prva digitalna pomnilniška naprava z naključnim dostopom, uspešno pa so jo uporabljali v več zgodnjih računalnikih prve generacije.
Williams in Kilburn sta vložila prijavi za britanska patenta 11. decembra 1946 in 2. oktobra 1947. Vlogi za ameriška patenta sta bili oddani 10. decembra 1947 (U.S. Patent 2,951,176) in 16. maja 1949 (U.S. Patent 2,777,971).

## Načelo delovanja
Delovanje Williamsove cevi temelji na pojavu imenovanem sekundarna emisija. Ko se na katodni cevi izriše točka, površina točke postane rahlo pozitivno električno nabita, površina okrog točke pa takoj postane rahlo negativno nabita, kar povzroči potencialno jamo. Potencialna jama ostane na površini cevi del sekunde, kar omogoča napravi, da deluje kot računalniški pomnilnik. Obstoj potencialne jame je odvisen od električnega upora notranjosti cevi.
Točko je moč izbrisati z izrisom druge točke ob njej, tako da se potencialna jama zapolni. Na večini sistemov se je ob točki narisala kratka črta, ki je izbrisala naboj shranjen v začetni točki.
Računalnik je bral podatke iz cevi s pomočjo kovinske prekrivne plošče, ki je pokrivala sprednjo stran cevi. Vsakokrat, ko se je izrisala ali izbrisala točka, je električni naboj v plošči induciral sunek napetosti. Ker je računalnik v določenem trenutku vedel kje na zaslonu je bila ciljana točka, je lahko s pomočjo sunka napetosti v plošči prebral podatke, shranjene na zaslonu.
Branje spominskega prostora je povzročilo novo potencialno jamo, ki je uničila izvirno vsebino na tem prostoru, tako da je moral po vsakem branju slediti zapis, ki je obnovil izvirne podatke. Ker se je naboj postopoma zmanjševal, je bilo treba cev periodično prebirati in ponovno zapisovati vsako točko, kar je podobno ciklom osveževanja pomnilnika DRAM v sodobnih sistemih.
Nekatere Williamsove cevi so bile izdelane iz radarskih katodnih cevi, ki so bile prevlečene s fosforescenčno snovjo, in podatki so bili vidni. Druge cevi so bile grajene namensko brez takšnih prevlek. Prevleka ni vplivala na delovanje cevi in za delovanje ni bila pomembna, ker je bila sprednja stran cevi prekrita s prekrivno ploščo. Če se jje potreboval vidni izhod, se je kot prikazovalna naprava rabila druga cev s fluorescenčno prevleko.
Vsaka Williamsova cev je lahko hranila približno 512 do 2048 bitov podatkov.

## Razvoj
Williamsove cevi so razvili na Univerzi v Manchestru. Z njimi so lahko 21. junija 1948 zagnali prvi program hranjen elektronsko v računalniku SSEM. Računalnik SSEM, ljubkovalno imenovan »Baby«, je bil dejansko preskusni stroj, ki je služil prikazu zanesljivosti delovanja pomnilnika. Kilburn je napisal program s sedemnajstimi vrsticami, ki je računal največji pravi delitelj števila 218 = 262.144. To je bil menda sploh edini program, ki ga je napisal Kilburn. Račun največjega pravega delitelja bi trajal dolgo časa. S preskušanjem vsakega celega števila od števila 218 − 1 navzdol, ker je bilo deljenje izvedeno s ponavljajočim odštevanjem delitelja, bi pokazali na zanesljivo delovanje računalnika. Program je na ta način preveril 218/2 števil, tekel 52 minut in dal pravilen rezultat 217 = 131.072, potem, ko je SSEM izvedel 3,5 milijone operacij, kar je bila razpoložljiva hitrost CPE 1,122 kIPS (1122 ukazov na sekundo), oziroma standardna hitrost računanja 1,122 milisekunde na ukaz.
Williamsove cevi so s staranjem postajale nezanesljive, tako da so morali večino delujočih napeljav »naravnati« ročno. Živosrebrni pomnilnik z zakasnilnim vodom je bil na primer počasnejši in ni imel naključnega dostopa, saj so bili biti prisotni v nizih, kar je oteževalo programiranje. Tudi zakasnilne vode je bilo treba naravnavati ročno, vendar se niso tako hitro starali in so jih uspešno uporabljali v zgodnjih digitalnih elektronskih računalnikih navkljub majhni hitrosti dostopa do podatkov, masi, ceni, problemom s toploto in strupenostjo. Računalnik Manchester Mark 1, ki je imel Williamsove cevi, je uspešno nadomestil računalnik Ferranti Mark 1. Tudi nekateri zgodnji računalniki v ZDA so imeli Williamsove cevi. Na primer: IAS machine (izvirno je bil izdelan za pomnilnik s selectronskimi cevmi), SEAC, UNIVAC 1103, Whirlwind I, IBM 701, IBM 702, SWAC in MANIAC I/II. Williamsove cevi so uporabili tudi v sovjetskem računalniku Strela-1 in japonskem TAC (Tokyo Automatic Computer).
- Risba pomnilnika z Williamsovo cevjo v ameriškem patentu 2951176 iz leta 1947
- Williamsova cev iz računalnika SWAC iz leta 1949 v Muzeju znanosti v Bostonu v Massachusettsu
- Williamsova cev iz računalnika Manchester Mark 1